# Esteban Manuel de Villegas
Esteban Manuel de Villegas (5. februar 1589 i Matute - 3. september 1669) var en spansk digter. 
Som ung Jurist udgav han en Digtsamling, Eróticas (Nájera 1617), på hvis titelblad han kalder sig selv en »Morgensol« (sol matutinus), for hvilken Stjernerne — det vil sige Lope de Vega og Cervantes — maa blegne. Trods det utiltalende Hovmod, der lægger sig for Dagen heri, viser V. et overordentlig elskværdigt Digterfysiognomi, især i sine højst graciøse, anakreontiske Smaadigte; Bogen indeholder desuden Oder, Idyller, Sonetter, Elegier, Epigrammer (nogle af Oderne er med stor Behændighed digtede i Oldtidens Versemaal) samt Oversættelser af Anakreontika og nogle af Horats’ Oder. Man har troet, at hermed var V.’s poetiske Virksomhed ude, og at han i Resten af sit Liv, efter sit Giftermaal 1626, blot levede som Sagfører og havde meget ondt ved at slaa sig igennem. Men et nyere Arkivfund giver Oplysning om en Proces, Inkvisitionen anlagde mod ham 1659, og som førte til hans Forvisning til en lille By, uden at hans Familie maatte ledsage den gamle syge Mand derhen; blandt hans beslaglagte Papirer var et Manuskript af ham, indeholdende Satirer dedicerede til Kong Filip IV; det tilintetgjordes. En Oversættelse af Boëthius’ De consolatione er fra hans sidste Aar (1665). Sammen med V.’s lyriske Digte udgaves den 1774 og 1797 (begge Udgaver Madrid, 2 Bd, med Biografi). 1913 udgaves Eróticas ó Amatorias ved N. Alonso Cortés.